# Ciempozuelos
Ciempozuelos er en by og kommune i det centrale Spanien i Madrid-regionen. Den har et indbyggertal på 26.140 (2024) indbyggere.